# Prosalirus
Prosalirus bitis es una especie extinta de anfibio del clado Salientia, grupo que incluye a los anuros y taxones relacionados con este, que vivió a comienzos del período Jurásico en lo que hoy son los Estados Unidos.